# 短序楠
短序楠（学名：[Phoebe brachythyrsa] 错误：{{Lang}}：文本有斜体标记（帮助））为樟科楠属下的一个种。